# Leucophanes glaucum
Leucophanes glaucum là một loài rêu trong họ Calymperaceae. Loài này được Schwägr. Mitt. mô tả khoa học đầu tiên năm 1859.